# Fleur East
Fleur East (Epsom, 29 oktober 1987) is een Britse zangeres.

## Levensloop en carrière
East nam in 2005 voor de eerste keer deel aan de talentenshow The X Factor met de groep Addictiv Ladies. Ze moesten het programma verlaten bij de eerste liveshow. In 2014 nam ze opnieuw deel aan het programma als solo-act. Dit keer werd ze tweede. In 2015 bracht ze de single "Sax" uit, die de derde plaats bereikte in de UK Singles Chart.

## Discografie

### Singles
| Single met eventuele hitnotering(en) in de Nederlandse Top 40 | Datum van verschijnen | Datum van binnenkomst | Hoogste positie | Aantal weken | Opmerkingen |
| ------------------------------------------------------------- | --------------------- | --------------------- | --------------- | ------------ | ----------- |
| Sax                                                           | 2015                  | 13-02-2016            | 19              | 9            |             |

| Single met hitnotering(en) in de Vlaamse Ultratop 50 | Datum van verschijnen | Datum van binnenkomst | Hoogste positie | Aantal weken | Opmerkingen |
| ---------------------------------------------------- | --------------------- | --------------------- | --------------- | ------------ | ----------- |
| Sax                                                  | 2015                  | 13-02-2016            | 25              | 10           |             |

- Gemeinsame Normdatei: 1081453060
- International Standard Name Identifier: 0000 0004 5959 6937
- MusicBrainz: 7bf7bdcc-0195-4a1f-bbd2-83d6937ee579
- Virtual International Authority File: 134148933385754300491
- WorldCat: E39PBJdGQh387vRdTh6J6PPvpP